# 播但図書館連絡協議会
播但図書館連絡協議会（ばんたんとしょかんれんらくきょうぎかい）は日本の兵庫県南西部、播磨地域および北部の但馬地域で域内の市町が設置している公立図書館で構成される連携組織。略称は播図協（ばんときょう）。
事務局は参加館が持ち回りで務めている。2017年（平成29年）2月現在の会員館は、12市7町の19館1室。

## 概要
兵庫県内では1966年（昭和41年）に県南東部の阪神間にある公立図書館の館員による研究会を前身とする阪神地区公共図書館協議会（阪図協）が発足し、1991年（平成3年）からは会員館の間で相互貸し出しを実施するなどの連携が図られている。播図協は、阪図協に次ぐ県内2番目の公立図書館連携組織として1970年（昭和45年）に立ち上げられた。1987年（昭和62年）5月には会員館同士の協力貸し出しを開始しているのを始め、協議会の参加各館が所蔵している新聞・雑誌の目録を刊行するなどの事業を行っている。
会員資格は会則第5条において「播但地区及び淡路地区にある図書館」と定められているため淡路島の3市（洲本市、淡路市、南あわじ市）の公立図書館も入会可能とされているが、かつて加盟していた洲本市立図書館は1993年（平成5年）に当時の津名郡・三原郡内の各町立図書館・室と淡路図書館等連絡協議会を新たに立ち上げており、洲本市と五色町の合併後に播図協を退会した。また、播磨・但馬地域内であっても全公立図書館・室が入会している訳ではなく播磨では西脇市、たつの市、宍粟市、多可町、神河町（公民館図書室と移動図書館のみ）、佐用町、但馬では養父市（公民館図書室のみ）の公立図書館・室が非参加となっているが、これらの市町の館・室も一部は過去に播図協の会員だった場合がある。
この他、丹波県民局管内の篠山市立中央図書館は会員資格を持たないが2012年（平成24年）に発表した『篠山市立図書館ビジョン』では「将来的には、丹波地域だけではなく、周辺の協議会（播但・阪神間）に加入していくことも含め、その可能性について調査・研究を行っていく」として、播図協もしくは阪図協への参加を検討する方針が示されていた。

## 参加館・室
2017年（平成29年）2月15日現在。
北播磨県民局管内
- 小野市立図書館
- 加西市立図書館
- 加東市中央図書館
- 三木市立中央図書館

東播磨県民局管内
- あかし市民図書館
- 加古川市立中央図書館
- 加古川ウェルネスパーク図書館
- 高砂市立図書館
- 稲美町立図書館
- 播磨町立図書館

中播磨県民センター管内
- 姫路市立城内図書館
- 市川町いちかわ図書館
- 福崎町立図書館

西播磨県民局管内
- 相生市立図書館
- 赤穂市立図書館
- 上郡町立図書館

但馬県民局管内
- 朝来市和田山図書館
- 豊岡市立図書館
- 香美町立香住区中央公民館図書室
- 新温泉町立加藤文太郎記念図書館

### 過去に参加していた図書館・室
出典
- 佐用町立図書館
- 洲本市立図書館
- たつの市立龍野図書館
- 西脇市図書館 - 2013年（平成25年）退会[8]
- 波賀文化創造センター図書室（旧波賀町立）[注 2]

### 非参加の図書館・室
- 宍粟市立図書館（旧山崎町立の時代から参加せず）
- 多可町図書館（旧中町立の時代から参加せず）
- 神河町中央公民館図書室
- 養父市立公民館図書室（4室）

## 広域貸し出し
阪図協と異なり播図協では会員館が地域内の全公立図書館をカバーしている訳ではないため、加盟館同士の連携によるもの以外に以下の枠組みで広域貸し出しが行われている。
但馬地域では広域貸し出しの枠組みが形成されておらず、隣接する市町の館・室同士での連携が中心となっている。また、洲本市立図書館は播図協を退会しているが、淡路図書館等連絡協議会により南あわじ市図書館・淡路市立図書館と共に淡路島全体の公立図書館・図書室が参加する広域貸し出しが実現している。

### 東播磨地区図書館等連絡協議会
1994年（平成6年）に東播磨県民局管内の加古川市・高砂市・加古郡稲美町および播磨町の公立図書館間で開始した相互利用協定が前身。翌1995年（平成7年）には東播臨海地区図書館連絡協議会へ発展、同年内に北播磨県民局管内の公立図書館が合流して東播磨地区図書館等連絡協議会に改組される。播図協を退会した西脇市および当初から非参加の多可町も本協議会には参加しており、それぞれの図書館が相互貸し出しの対象に含まれている。
以下の市町立図書館がこの協議会に参加している。参加館では、加東市図書館が人口4〜6万人規模の都市で1人当たりの貸出冊数が全国一となっている。
- 明石市、加古川市、高砂市、西脇市、三木市、小野市、加西市、加東市、多可郡多可町、加古郡稲美町・播磨町

### 播磨圏域連携中枢都市圏
2015年（平成27年）11月1日に発足した播磨圏域連携中枢都市圏では、都市圏の発足時より全公立図書館で広域貸し出しを実施している。この広域貸し出しには播但図書館連絡協議会を退会もしくは当初から非参加の宍粟市、たつの市、神河町、佐用町の図書館・図書室も対象に含まれている。
★は東播磨地区図書館等連絡協議会の広域貸し出しと重複して対象となる自治体。
- 相生市、赤穂市、加古川市★、加西市★、宍粟市、高砂市★、たつの市、姫路市、赤穂郡上郡町、揖保郡太子町、加古郡稲美町★・播磨町★、神崎郡市川町・神河町・福崎町、佐用郡佐用町